# مقاطعة ويستتشستر (نيويورك)
مقاطعة ويستتشستر (بالإنجليزية: Westchester County)‏ هي إحدى المقاطعات في ولاية نيويورك في الولايات المتحدة الأمريكية.

## أعلام
- رولف لانداور
- بروك أستور
- تايلر جيمس ويليامز
- كارل فريدريك
- روبرت هيوز
- جون جاي
- لورين اوليفر
- اشلي وليامز
- جون شيفر
- ماندي روز